# Ma vui vẻ
Ma vui vẻ là một bộ phim điện ảnh hài hước Hong Kong 1984 của đạo diễn Clifton Ko. Phim do Hoàng Bách Minh sản xuất và viết kịch bản